# Protonio

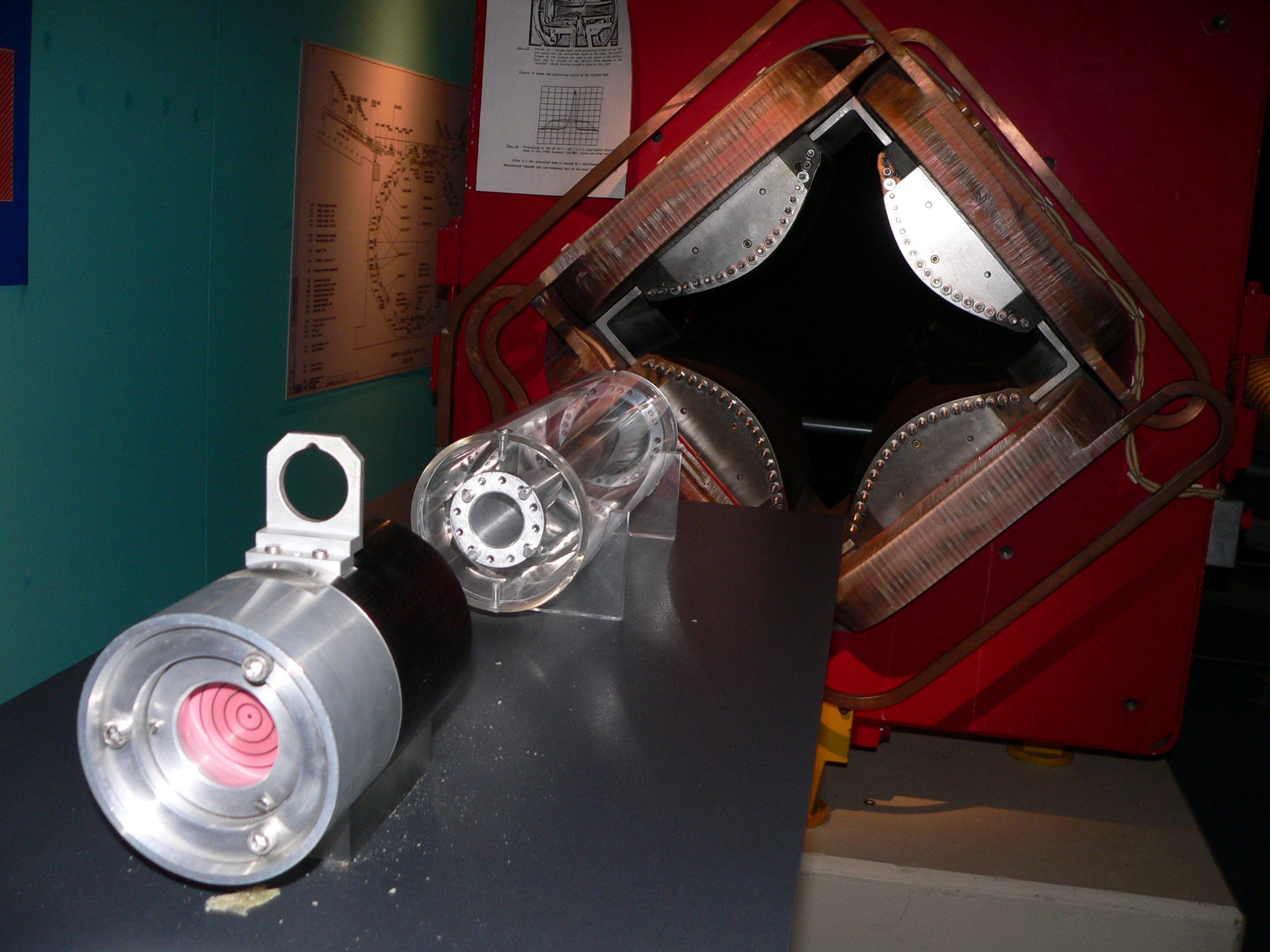
Super Proton Synchrotron (SPS) - CERN (Ginevra)
Meccanismo per la collisione di protoni ed antiprotoni

Il protonio è un atomo esotico costituito da un protone e da un antiprotone.
Il gruppo di lavoro di Evandro Lodi Rizzini del CERN è per la prima volta riuscito a realizzare in laboratorio una reazione fra materia ed antimateria che ha prodotto questo atomo.  Fra i ricercatori vi sono anche alcuni studiosi dell'Istituto Nazionale di Fisica Nucleare (I.N.F.N.).
Il protonio è formato da una struttura relativamente semplice e simmetrica di materia ed antimateria simile sia ad un atomo di idrogeno che a uno di anti-idrogeno.
Quella che porta al protonio è stata la prima reazione chimica conosciuta fra materia ed antimateria: fino ad allora la sola interazione nota era l'annichilazione.